# Linda O'Neil
Linda O'Neil (Sacramento, 12 agosto 1974) è una modella e attrice statunitense.

## Filmografia
- Beverly Hills Bordello (1996)
- The Night That Never Happened (1997)
- Hot Springs Hotel (1998)
- ...e vissero infelici per sempre (1998)
- BASEketball (1998)
- Sex Court (1999)
- Foolish, regia di Dave Meyers (1999)
- Crime & Passion (1999)
- Shasta McNasty (2000)
- Dish Dogs (2000)
- PDA Massacre (2004)
- Mi presenti i tuoi? (2004)